# Positron
Positronen eller antielektronen er elektronens antipartikel. Den har ifølge CPT-teoremet samme masse og modsat ladning i forhold til elektronen. Eksistensen af positroner blev teoretiseret i 1928 af fysikeren Paul Dirac, efter han havde postuleret Dirac-ligningen der forenede kvantemekanikken og den specielle relativitetsteori. I 1932 blev positronen fundet af Carl David Anderson i et tågekammer ved at lade den kosmiske stråling reagere med tungere atomkerner. Positroner findes naturligt i den kosmiske stråling og skabes naturligt ved beta-plus henfald.